# Pternopetalum
Pternopetalum là chi thực vật có hoa trong họ Apiaceae.